# Harpactea dunini
Espèce
Harpactea dunini est une espèce d'araignées aranéomorphes de la famille des Dysderidae.

## Distribution
Cette espèce est endémique d'Azerbaïdjan. Elle se rencontre dans le raion de Zaqatala.

## Description
Le mâle holotype mesure 3,85 mm.

## Systématique et taxinomie
Cette espèce a été décrite par Zamani et Marusik en 2024.

## Étymologie
Cette espèce est nommée en l'honneur de Peter Mikhailovitch Dunin.

## Publication originale
- Zamani & Marusik, 2024 : « New data on Dysdera Latreille, 1804 and Harpactea Bristowe, 1939 (Araneae: Dysderidae) of the Caucasus, with new species and records » Zootaxa, no 5397(2), p. 195-217.